# Garypus
Garypus is een geslacht van bastaardschorpioenen uit de familie van de Garypidae.

## Soorten
- Garypus beauvoisi (Savigny, 1929)
- Garypus bonairensis Beier, 1936
- Garypus californicus Banks, 1909
- Garypus floridensis Banks, 1895
- Garypus japonicus Beier, 1952
- Garypus litoralis L. Koch, 1873
- Garypus pallidus Chamberlin, 1923
- Garypus realini Wagenaar-Hummelinck, 1948
- Garypus sini Chamberlin, 1923